# Championnats d'Afrique d'athlétisme
Navigation
Les Championnats d'Afrique d'athlétisme sont une compétition biennale en plein air organisée par la Confédération africaine d'athlétisme qui désigne un champion d'Afrique pour chaque discipline majeure de l'athlétisme. Les premiers Championnats d'Afrique eurent lieu en 1979 à Dakar. 

## Éditions
| Edition     | Année | Ville            | Pays                | Date                  | Stade                          |
| ----------- | ----- | ---------------- | ------------------- | --------------------- | ------------------------------ |
| 1           | 1979  | Dakar            | Sénégal             | 2 - 5 août            | Stade Demba-Diop               |
| 2           | 1982  | Le Caire         | Égypte              | 25 - 28 août          | Stade international du Caire   |
| 3           | 1984  | Rabat            | Maroc               | 12 - 15 juillet       | Stade Moulay-Abdallah          |
| 4           | 1985  | Le Caire         | Égypte              | 15 - 18 août          | Stade international du Caire   |
| 5           | 1988  | Annaba           | Algérie             | 29 août - 2 septembre | Stade du 19-Mai-1956           |
| 6           | 1989  | Lagos            | Nigeria             | 4 - 8 août            | Lagos National Stadium         |
| 7           | 1990  | Le Caire         | Égypte              | 3 - 6 octobre         | Stade international du Caire   |
| 8           | 1992  | Belle Vue Maurel | Maurice             | 25 - 28 juin          | Stade Anjalay                  |
| 9           | 1993  | Durban           | Afrique du Sud      | 23 - 27 juin          | Moses Mabhida Stadium          |
| 10          | 1996  | Yaoundé          | Cameroun            | 13 - 16 juin          | Stade Ahmadou-Ahidjo           |
| 11          | 1998  | Dakar            | Sénégal             | 18 - 22 août          | Stade Léopold-Sédar-Senghor    |
| 12          | 2000  | Alger            | Algérie             | 12 - 15 juillet       | Stade 5-Juillet                |
| 13          | 2002  | Tunis            | Tunisie             | 6 - 10 août           | Stade du 7-Novembre            |
| 14          | 2004  | Brazzaville      | République du Congo | 14 - 18 juillet       | Stade Alphonse-Massamba-Débat  |
| 15          | 2006  | Bambous          | Maurice             | 9 - 13 août           | Stade Germain-Comarmond        |
| 16          | 2008  | Addis-Abeba      | Éthiopie            | 30 avril - 4 mai      | Stade d'Addis-Abeba            |
| 17          | 2010  | Nairobi          | Kenya               | 28 juillet - 1er août | Nyayo National Stadium         |
| 18          | 2012  | Porto-Novo       | Bénin               | 29 juin - 1er juillet | Stade Charles-de-Gaulle        |
| 19          | 2014  | Marrakech        | Maroc               | 10 - 14 août          | Grand Stade de Marrakech       |
| 20          | 2016  | Durban           | Afrique du Sud      | 22 - 26 juin          | Kings Park Stadium             |
| 21          | 2018  | Asaba            | Nigeria             | 1er - 5 août          | Stephen Keshi Stadium (en)     |
| 22 (annulé) | 2020  | Oran             | Algérie             | 22 - 26 juin          | Stade olympique d'Oran         |
| 22          | 2022  | Saint-Pierre     | Maurice             | 8 - 12 juin           | Complexe sportif de Côte-d'Or  |
| 23          | 2024  | Douala           | Cameroun            | 21 - 26 juin          | Complexe multisports de Japoma |
| 24          | 2026  |                  | Ghana               |                       |                                |

## Records des championnats

### Hommes
| Épreuve           | Athlète(s)                                                                | Performance     | Édition   |
| ----------------- | ------------------------------------------------------------------------- | --------------- | --------- |
| 100 m             | Seun Ogunkoya                                                             | 9 s 94          | 1998      |
| 200 m             | Frank Fredericks                                                          | 19 s 99         | 1998      |
| 400 m             | Wayde van Niekerk                                                         | 43 s 03         | 2016      |
| 800 m             | David Rudisha                                                             | 1 min 42 s 84   | 2010      |
| 1 500 m           | Caleb Ndiku                                                               | 3 min 35 s 71   | 2014      |
| 5 000 m           | Simon Chemoiywo                                                           | 13 min 09 s 68  | 1993      |
| 10 000 m          | Kenneth Kipkemoi                                                          | 27 min 19 s 74  | 2012      |
| 110 m haies       | Antonio Alkana                                                            | 13 s 45         | 2016      |
| 400 m haies       | Amadou Dia Ba                                                             | 48 s 29         | 1985      |
| 3 000 m steeple   | Paul Kipsiele Koech                                                       | 8 min 11 s 03   | 2006      |
| 4 × 100 m         | Afrique du Sud Hannes Dreyer Corné du Plessis Sergio Mullins Thuso Mpuang | 38 s 75         | 2008      |
| 4 × 400 m         | Kenya Julius Sang Tito Sawe Alfred Nyambane David Kitur                   | 3 min 01 s 86   | 1985      |
| 10 km marche      | Benamar Kechkouche                                                        | 48 min 50 s 8   | 1979      |
| 20 km marche      | Samuel Gathimba                                                           | 1 h 19 min 24 s | 2016      |
| Saut en longueur  | Rushwal Samaai                                                            | 8,45 m          | 2018      |
| Triple saut       | Andrew Owusu                                                              | 17,23 m         | 1998      |
| Saut en hauteur   | Abderrahmane Hammad Kabelo Kgosiemang                                     | 2,34 m          | 2000 2008 |
| Saut à la perche  | Cheyne Rahme                                                              | 5,41 m          | 2014      |
| Lancer du poids   | Janus Robberts                                                            | 21,02 m         | 2004      |
| Lancer du disque  | Frantz Kruger                                                             | 63,85 m         | 2004      |
| Lancer du marteau | Mostafa Hicham al-Gamal                                                   | 79,09 m         | 2014      |
| Lancer du javelot | Tom Petranoff                                                             | 87,26 m         | 1992      |
| Décathlon         | Larbi Bourrada                                                            | 8 311 pts       | 2014      |

### Femmes
| Épreuve           | Athlète(s)                                                         | Performance     | Édition   |
| ----------------- | ------------------------------------------------------------------ | --------------- | --------- |
| 100 m             | Murielle Ahouré                                                    | 10 s 99         | 2016      |
| 200 m             | Falilat Ogunkoya                                                   | 22 s 22         | 1998      |
| 400 m             | Amantle Montsho                                                    | 49 s 54         | 2012      |
| 800 m             | Maria Mutola                                                       | 1 min 56 s 36   | 1993      |
| 1 500 m           | Caster Semenya                                                     | 4 min 1 s 99    | 2016      |
| 5 000 m           | Sheila Chepkirui                                                   | 15 min 5 s 45   | 2016      |
| 10 000 m          | Alice Aprot                                                        | 30 min 26 s 94  | 2016      |
| 100 m haies       | Glory Alozie                                                       | 12 s 77         | 1998      |
| 400 m haies       | Nezha Bidouane                                                     | 54 s 24         | 1998      |
| 3 000 m steeple   | Norah Jeruto                                                       | 9 min 25 s 07   | 2016      |
| 4 × 100 m         | Nigeria Christy Udoh Gloria Asumnu Oludamola Osayomi Lawretta Ozoh | 43 s 21         | 2012      |
| 4 × 400 m         | Afrique du Sud                                                     | 3 min 28 s 49   | 2016      |
| 5 km marche       | Dounia Kara                                                        | 23 min 15 s 80  | 1996      |
| 20 km marche      | Grace Wanjiru                                                      | 1 h 30 min 43 s | 2016      |
| Saut en longueur  | Blessing Okagbare                                                  | 6,96 m          | 2012      |
| Triple saut       | Françoise Mbango Etone                                             | 14,95 m         | 2002      |
| Saut en hauteur   | Lucienne N’Da Hestrie Els                                          | 1,95 m          | 1992 2002 |
| Saut à la perche  | Syrine Balti                                                       | 4,21 m          | 2006      |
| Lancer du poids   | Auriol Dongmo                                                      | 17,64 m         | 2016      |
| Lancer du disque  | Chinwe Okoro                                                       | 59,79 m         | 2014      |
| Lancer du marteau | Amy Sène                                                           | 68,35 m         | 2016      |
| Lancer du javelot | Sunette Viljoen                                                    | 65,32 m         | 2014      |
| Heptathlon        | Uhunoma Osazuwa                                                    | 6 153 pts       | 2016      |

## Athlètes les plus titrés
Les meilleurs athlètes de ces championnats sont:
+ de 7 médailles d'or:
  Hakim Toumi (Algérie) 
+ de 6 médailles d'or:
  Zoubida Laayouni (Maroc).
+ de 5 médailles d'or:
Larbi Bourrada (Algerie)

Amadou Dia Ba (Sénégal)

Kabelo Kgosiemang (Botswana)

Chris Harmse(Afrique du sud)

Elizna Naudé (Afrique du sud)

Mary Onyali (Nigeria)

Falilat Ogunkoya (Nigéria)

Derartu Tulu (Ethiopie)

Lucienne N'Da (Cote d'ivoire)

Syrine Balti (Tunisie)

Blessing Okagbare(Nigeria)

Vivian Chukwuemeka (Nigeria)

Kéné Ndoye (Sénégal)

Hanan Ahmed Khaled (Égypte)
Margaret Simpson (Ghana)